# Rob Harrison
Rob Harrison (* 5. června 1959) je bývalý britský atlet, halový mistr Evropy v běhu na 800 metrů.
V roce 1985 se stal halovým mistrem Evropy v běhu na 800 metrů. Později se zaměřil na běh na 1500 metrů. V této disciplíně obsadil na evropském halovém šampionátu v roce 1990 osmé místo.